# Malý Slavkov
Pour les articles homonymes, voir Malý.
Malý Slavkov (allemand : Kleinschlagendorf ) est un village de Slovaquie situé dans la région de Prešov.

## Histoire
Première mention écrite du village en 1867.

## Démographie

### Évolution de la population
| Année:               | 1994. | 2004. | 2014.    | 2024.    |
| -------------------- | ----- | ----- | -------- | -------- |
| Nombre de personnes: | 0     | 840   | 991      | 1269     |
| Différence:          |       | –     | +17,97 % | +28,05 % |

| Année:               | 2023. | 2024.   |
| -------------------- | ----- | ------- |
| Nombre de personnes: | 1246  | 1269    |
| Différence:          |       | +1,84 % |